# Giuseppe Maria Castelli
Giuseppe Maria Castelli (Milano, 4 ottobre 1705 – Roma, 9 aprile 1780) è stato un cardinale italiano.

## Biografia
Di discendenza nobile, quarto figlio di Francesco e Lodovica Messerati, nacque a Milano il 4 ottobre 1705.
Frequentò gli studi presso il Collegio San Carlo a Modena e alla Pontificia Accademia dei Nobili Ecclesiastici di Roma nel 1724.
Ottenne diversi incarichi nella Curia romana: referendario del tribunale della Segnatura Apostolica, relatore della Congregazione del Buon Governo e di quella delle Immunità Ecclesiastiche; consultore della Congregazione dell'Indice e del Sant'Uffizio.
Fu creato cardinale-presbitero da papa Clemente XIII nel concistoro del 24 settembre 1759. Il 19 novembre 1759 ottenne il titolo di Sant'Alessio.
Ottenne in seguito importanti incarichi curiali. Fu prefetto della Congregazione di Propaganda Fide dal 26 aprile 1763 fino alla sua morte; camerlengo del collegio dei Cardinali da gennaio 1766 a febbraio 1767; abate commendatario dell'abbazia dei Santi Pietro e Paolo di Viboldone.
Come cardinale partecipò a due conclavi: quello del 1769 che portò all'elezione di papa Clemente XIV e quello del 1774-1775 che portò all'elezione di papa Pio VI.
Morì il 9 aprile 1780 a Roma. I suoi resti riposano nella basilica dei Santi Ambrogio e Carlo al Corso di Roma.